# سيزاري بيكاريا

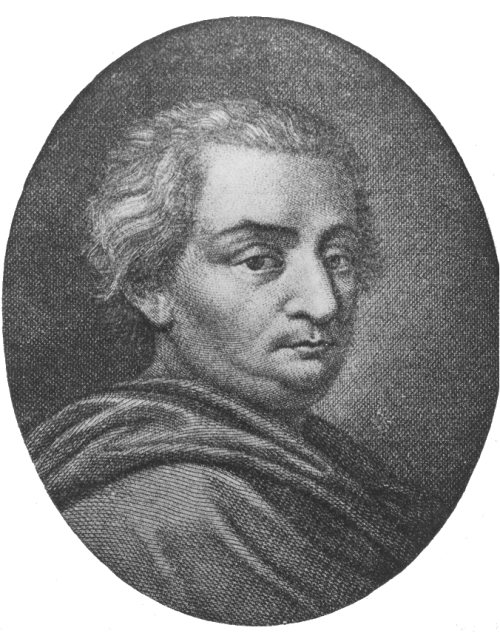
بيكاريا

سيزاري، ماركيز بكاريا بونيزانا (بالإيطالية: Cesare Bonesana di Beccaria، وتلفظ: [ˈtʃeːz bezare bekkaˈriːa ، 15tʃɛː-]، ولد 12 مارس 1738 - توفي 28 نوفمبر 1794) وهو أخصائي إيطالي في علم الجريمة وفقيه قانوني وفيلسوف وسياسي، ويعتبر من أكثر القانونيين الموهوبين وأحد أعظم المفكرين في عصر التنوير. يشتهر بأطروحته حول الجرائم والعقوبات (1764) التي أدانت التعذيب وعقوبة الإعدام وكانت عملاً مؤسساً في مجال معاملة المجرمين.
يُذكر له ما جاء في أطروحته عن الجرائم والعقوبات (عام 1764)، والتي أدانت التعذيب وعقوبة الإعدام، وكانت عبارة عن عملًا تأسيسيًا في مجال علم العقوبات والمدرسة الكلاسيكية لعلم الجريمة. ويعتبر بيكاريا أب القانون الجنائي الحديث وأب العدالة الجنائية.
ووفقًا لما ذكره جون بيسلر، فإن أعمال بيكاريا كان لها تأثير عميق على الآباء المؤسسين للولايات المتحدة.

## مولده وتعليمه
ولد بيكاريا في ميلانو بتاريخ 15 مارس عام 1738 للماركيز جيان بيكاريا بونيسانا، أرستقراطي معتدل الرفاهية من إمبراطورية هابسبورغ النمساوية. حصل بيكاريا على تعليمه المبكر في الكلية اليسوعية في بارما. وبعد ذلك، تخرج بشهادة بالقانون من جامعة بافيا في عام 1758. أظهر في البداية قدرًا عظيمًا من الكفاءة في التعامل مع الرياضيات، ولكن دراسة مونتسكيو (من عام 1689 إلى 1755) أعادت توجيه انتباهه نحو الاقتصاد. وفي عام 1762 صدرت أول منشوراته، وهي عبارة عن أطروحة قصيرة حول اضطراب العملة في الولايات الميلانية والتي تضمنت اقتراحًا لعلاج ذلك الخلل.
أصبح بيكاريا في منتصف العشرينات من عمره صديقًا حميمًا لبيترو وأليساندرو فيري واللذان كانا شقيقان ومع عدد من الشباب من أرستقراطية ميلانو، والذين شكلوا فيما بعد مجتمعًا أدبيًا سُمي (أكاديمية القبضاتL'Accademia dei pugni)، وهو اسم هزلي جعلها من الأكاديمات الفاسدة المنتشرة في إيطاليا، وألمح أنهم كانوا يتجاذبون أطراف حديث ودي جرى هناك وغالبًا ما كان ينتهي بمشاجرات. وقد ركزت معظم مناقشاتها على إصلاح نظام العدالة الجنائية. ومن خلال هذه المجموعة، تعرف بيكاريا على الفلاسفة السياسيين الفرنسيين والبريطانيين، مثل هوبس وديروت وهيلفتيوس ومونتسكيو وهوم. وقد تأثر بشكل خاص بحلفتيوس.

## أواخر عمره وتأثيره
قبل بيكاريا دعوة لزيارة باريس بتردد كبير ليلتقي كبار المفكرين في ذلك اليوم. وسافر برفقة الأخوين فيري واستقبل استقبالًا حارًا من قبل الفلاسفة. مع ذلك، فقد كان بيكاريا يعاني من خجل مزمن فقد غادر بعد ثلاثة أسابيع تاركًا انطباعًا سيئًا، عائدًا إلى ميلانو وإلى زوجته الشابة تيريزا ولم يجازف بالسفر للخارج مرة أخرى. وأثبت على دوام انفصاله عن الأخوين فيري الذين لم يكونوا قادرين على فهم سبب ترك بيكاريا منصبه في ذروة النجاح.
إلا أن بيكاريا استمر في طلب الاعتراف الرسمي به وعُين في عدة مناصب سياسية اسمية في إيطاليا. وفشل في إنتاج نص له آخر بنفس الأهمية نتيجة انفصاله عن مساهمات أصدقائه القيمة التي لا تقدر بثمن. نمت أسطورة لا أساس لها خارج إيطاليا مفادها أن صمت بيكاريا الأدبي نتج عن القيود النمساوية على حرية التعبير في إيطاليا. بينما كان بيكاريا في الواقع يعاني من نوبات دورية من الاكتئاب وبغض الجنس البشري فقد كان صامتًا من تلقاء نفسه.
وقد أشاد علماء القانون في ذلك الوقت بأطروحة بيكاريا، وتعهد العديد من الأباطرة الأوروبيين بمتابعته. يمكن تتبع العديد من الإصلاحات في قوانين العقوبات الخاصة بالدول الأوروبية الرئيسية لهذه الأطروحة، لكن القليل من المعاصرين قد كانوا مقتنعين بحجة بيكاريا ضد عقوبة الإعدام. وحتى عندما ألغت دوقية توسكانا الكبرى عقوبة الإعدام، وهي أول دولة في العالم تفعل ذلك، فإنها جاءت في أعقاب حجة بيكاريا بشأن عدم جدوى عقوبة الإعدام، وليس بشأن افتقار الدولة إلى الحق في إعدام المواطنين. غدت أفكار بيكاريا في كتاباته عن عقوبة السير ويليام بلاكستون (بشكل انتقائي) بين عالم الناطقين بالإنكليزية، والتي كانت أكثر إخلاصًا من كتابات ويليام إيدن وجيريمي بنثام.
عُين في منصب رئاسة القانون والاقتصاد في نوفمبر عام 1768 والذي أُسس صراحةً خصيصًا له في كلية بالاتين في ميلانو. ومحاضراته عن الاقتصاد السياسي، التي تستند إلى مبادئ نفعية صارمة، تتفق بشكل ملحوظ مع نظريات مدرسة الاقتصاديين الإنكليزية. ونُشرت هذه المنشورات في مجموعة من الكتاب الإيطاليين حول الاقتصاد السياسي بعنوان (الكتاب الكلاسيكيون الإيطاليون للاقتصاد السياسي، المجلدان الحادي عشر والثاني عشر). ولم ينجح بيكاريا أبدًا في إنتاج أي عمل آخر يطابق أطروحته عن الجرائم والعقوبات (دي ديليتي إي ديلي بيني) ولكنه قام بعدة محاولات غير مكتملة خلال حياته. وكان كل ما نشره في الصحافة عبارة عن مقالة قصيرة عن الأسلوب الأدبي.
وأصبح بيكاريا في عام 1771 عضوًا في المجلس الاقتصادي الأعلى، وعُين عضوًا في مجلس إصلاح القانون القضائي في عام 1791 حيث قدم مساهمة قيمة. وخلال هذه الفترة، قاد عددًا من الإصلاحات الهامة كتوحيد المقاييس والأوزان. وتوفي في ميلانو.
امتد نفوذه طيله حياته كرائدًا في علم الجريمة وتوصل إلى تشكيل الحقوق المنصوص عليها في دستور ووثيقة حقوق الولايات المتحدة. أما فيما يتعلق بالجرائم والعقوبات، فقد كانت بمثابة دليل مفيد للاباء المؤسسين.
استمرت نظريات بيكاريا في القيام بدور كبير في الآونة الأخيرة على النحو الوارد في الجرائم والعقوبات. وكانت بعض السياسات الحالية التي تأثرت بنظرياته هي الحقيقة في إصدار الحكم والعقاب السريع وإلغاء عقوبة الإعدام في بعض الولايات الأمريكية. ورغم أن العديد من نظرياته تتمتع بشعبية كبيرة، إلا أن بعضها ما زال يشكل مصدرًا للجدال المحتدم، حتى بعد مرور أكثر من قرنين من الزمان منذ وفاة عالم الجريمة الشهير.

## عائلته
كان حفيد بيكاريا هو أليساندرو مانزوني، الروائي والشاعر الإيطالي الشهير الذي كتب من بين أشياء عديدة كتابان، أحدهما عبارة عن إحدى الروايات التاريخية الإيطالية الأولى (المخطوبون)، والثاني قصيدة عن وفاة نابليون بعنوان (الخامس من مايو).

## إحياء ذكراه
- بلدة بيكاريا التي سميت باسمه وتقع في وسط بنسلفانيا في الولايات المتحدة.

- ساحة بيكاريا التي سميت باسمه أيضًا وهي ساحة كبيرة في فلورنسا.

## روابط خارجية
- سيزاري بيكاريا على موقع الموسوعة البريطانية (الإنجليزية)
- سيزاري بيكاريا على موقع إن إن دي بي (الإنجليزية)